# Греция во Второй мировой войне
Королевство Греция вступило во Вторую мировую войну 28 октября 1940 года, когда итальянская армия начала вторжение из Албании. Греческая армия одержала первую крупную победу среди стран антигитлеровской коалиции, нанеся поражение агрессору и заставив итальянские войска отступить в Албанию. 
Однако когда в апреле 1941 года германское правительство послало свои войска на захват Греции, вторжение прошло успешно, и Греция оказалась оккупированной германскими войсками вплоть до её освобождения в 1944 году.

## Предыстория
Начиная с осени 1940 года борьба между странами Оси и Антигитлеровской коалиции за Балканы вышла на новый, более острый уровень. Соперничающие государства придавали исключительное значение установлению своего превосходства на этом военном театре.
Правящие круги Британии рассматривали Балканский полуостров как прикрытие британских владений на Ближнем и Среднем Востоке, а также как ценный источник людских ресурсов и плацдарм для открытия одного из фронтов войны с Германией.
Италия рассматривала Грецию как свою будущую колонию, благодаря которой, можно контролировать Эгейское и Ионическое моря. Для итальянских фашистов Греция должна была стать частью новой «Римской Империи» — территориями, омываемыми Средиземным морем, которое фашисты называли на латыни Mare Nostrum или Наше море. Фактически, Италия уже владела некоторыми островами Эгейского моря доставшимися ей после Итало-турецкой войны 1911—1912 годов и оспариваемых Грецией. С 1917 по 1920 годы Италия установила над Албанией протекторат. В 1918 году итальянские войска оккупировали Северный Эпир — южную часть Албании, где имелось греческое население, однако в 1923 году итальянцы были вынуждены покинуть эту территорию, которая отошла Греции. В 20-х обострения отношений между Италией и Грецией продолжились. В 1923 году разразился Корфский кризис, когда под предлогом убийства своих военных Италия оккупировала греческий остров Корфу, но под давлением Лиги Наций была вынуждена отступить. В 1939 году итальянские войска оккупировали Албанию, создав там свой протекторат. Таким образом Албания стала плацдармом Италии на Балканах, с которого можно было бы вторгнуться в Югославию и Грецию.
Правительство нацистской Германии рассчитывало использовать Балканы в качестве одного из плацдармов для вторжения в СССР. Захват Норвегии с Данией и заключение союзного договора с Финляндией обеспечил Германии блокаду СССР с северо-западного направления, а овладение Балканским полуостровом должно было создать южный фланг и обеспечивало бы важнейшие поставки сырья и продовольствия. Здесь предполагалось сосредоточить крупную группировку германской армии, удар которой был бы направлен на Украину с дальнейшим развитием наступления в направлении Кавказа. Контролируя Балканский полуостров, Германия получала бы возможность вести боевые действия против Британии и её союзников на Средиземном море, Ближнем Востоке и в Северной Африке, а также осуществить непосредственное вторжение в Азию и Африку. Кроме того, Германия получала бы возможность разместить на полуострове военно-воздушные и морские базы и контролировать области Средиземного моря, по которым проходили маршруты поставок нефти в Британию из стран Ближнего Востока.
Во второй половине 1940 — начале 1941 года Германия значительно усилила своё влияние на Балканском полуострове за счёт присоединения Венгрии, Румынии и Болгарии к тройственному пакту. Но положение таких крупных государств в регионе, как Югославия и Турция, было ещё неопределённым. Их правительства были вне сфер влияния противостоящих блоков. Греция же находилась под британским влиянием.
В октябре 1940 Румыния была оккупирована германскими войсками. Однако итальянское правительство не было поставлено об этом в известность, в связи с чем Муссолини заявил министру иностранных дел Чиано:

«Гитлер всегда ставит меня перед свершившимся фактом. Но на этот раз я ему отплачу той же монетой: он узнает из газет, что я оккупировал Грецию».

15 октября была разработана оперативная директива о наступлении против Греции. В ней указывалось, что на первом этапе операции итальянские войска с территории Албании должны нанести внезапный удар на Янину с задачей прорвать оборону греческой армии, разгромить её и, развивая успех силами подвижной группы вдоль шоссе Гирокастра—Янина, захватить северо-западную область Греции — Эпир, продолжать наступление на Афины и Салоники. Одновременно планировалось, высадив морской десант, оккупировать греческий остров Корфу.

## Состояние греческой армии
Греция не являлась индустриальной, а была небогатой аграрной страной. Греческая армия была весьма слабо технически вооружена и имела низкую механизацию. Под мобилизацию подпадало до полумиллиона человек. Армия насчитывала всего около двух десятков единиц бронетехники: два танка Vickers 6-ton, купленные для ознакомления в 1930 году, около десятка устаревших легких танков Renault FT, ещё времён Первой мировой войны, несколько бронеавтомобилей, построенных в 1923 году на шасси американских 3-тонных грузовиков Peerles. Уже в ходе Итало-греческой войны грекам удалось завладеть несколькими десятками итальянских танкеток L3/33.
Стрелковое оружие греков было в основном британского, французского и американского производства: винтовки Ли-Энфилд, Лебель, Манлихер, пистолеты-пулемёты Томпсона и EPK (греческий вариант Томпсона), станковые пулемёты Гочкисс, Шварцлозе, Шоша. Артиллерия состояла из небольшого количества орудий французского и британского производства.
ВВС Греции насчитывали около 160 готовых к бою самолётов, многие из которых были устаревших типов: польские истребители PZL P.24 и французские Bloch MB.150, британские бомбардировщики Bristol Blenheim и Fairey Battle, французские Potez 630, три десятка французских бипланов Breguet Br.19, полтора десятка немецких Henschel Hs 126 и другие.
Флот Греции был представлен несколькими эскадренными миноносцами класса Гончая британского производства, двумя крейсерами, шестью подводными лодками.
С воздуха грекам оказывали помощь 30 эскадрилий Британских ВВС, присланные в страну за шесть дней до итальянского вторжения.

## Итало-греческая война 1940 года

### Вторжение
28 октября 1940 года войска Италии начали вторжение на территорию Греции. В первые дни им противостояли лишь слабые заслоны в виде пограничных частей. Однако греческие войска прикрытия, усиленные пятью пехотными и одной кавалерийской дивизиями, оказали решительное сопротивление. 1 ноября согласно приказу главнокомандующего греческой армией А. Папагоса был нанесён контрудар по открытому левому флангу противника. За последующие два дня боёв итальянские войска в районе Корчи были вытеснены обратно на албанскую территорию. В Эпире, в долинах рек Вьоса, Каламас, сопротивление вторжению усилилось настолько, что уже 6 ноября Чиано был вынужден сделать запись в своем дневнике: «Тот факт, что на восьмой день операции инициатива перешла к грекам, является реальностью».

### Действия стран Оси
27 марта 1941 года в Югославии был совершён государственный переворот. Прогерманское правительство Драгиши Цветковича пало, и во главе нового правительства встал Душан Симович. В связи с этим событием германское правительство решило ускорить в целом реализацию своих планов на Балканах и перейти от методов политического давления к открытой агрессии.

## Вторжение агрессоров в Югославию и Грецию

### Разгром греко-британской армии
Немецкое вторжение началось 6 апреля 1941 года. Греческая оборонительная Линия Метаксаса выдержала первый натиск немцев, но была обойдена немцами через территорию Югославии. Затем немецкие войска обошли с фланга греческие силы, находившиеся на границе Албании, вынудив их сдаться. Британские войска предприняли тактическое отступление. Немецкая армия достигла Афин 27 апреля и вышла к южному берегу Греции 30 апреля, захватив около 7000 британских солдат и закончив данный этап Балканской кампании полной победой. Спустя месяц завоевание Греции было завершено захватом Крита.

### Эвакуация британских и греческих войск
На море британской эвакуацией руководил вице-адмирал Г. Придхэм-Уиппел), а на берегу — контр-адмирал Г. Т. Бейли-Громан и штаб армии.
Окончательные цифры эвакуации по армии:
| Войска         | Находилось в Греции в момент нападения | Эвакуировано на Крит | Эвакуировано на Крит и позже в Египет | Эвакуировано непосредственно в Египет (включая раненых) | Потери | Процент от общих потерь |
| -------------- | -------------------------------------- | -------------------- | ------------------------------------- | ------------------------------------------------------- | ------ | ----------------------- |
| Великобритании | 19 206                                 | 5299                 | 3200                                  | 4101                                                    | 6606   | 55,8                    |
| Австралии      | 17 125                                 | 6451                 | 2500                                  | 5206                                                    | 2968   | 25,1                    |
| Новой Зеландии | 16 720                                 | 7100                 | 1300                                  | 6054                                                    | 2266   | 19,1                    |
| Итого          | 53 051                                 | 18 850               | 7000                                  | 15 361                                                  | 11 840 | 100                     |

Всего было вывезено 50 662 человека, в том числе личный состав британских королевских военно-воздушных сил и несколько тысяч жителей Кипра, Палестины, греков и югославов. Это составляло около 80 процентов сил, первоначально направленных в Грецию.
Король Греции Георг II и его министры во главе с Эммануилом Цудеросом также бежали в Египет. Туда же была эвакуирована большая часть военно-морского флота и части греческой армии.

## Оккупация Греции немцами и их союзниками
К середине мая 1941 года Греция была полностью оккупирована немцами и их союзниками — Италией и Болгарией. Коллаборационистское правительство Греции было создано сразу после поражения страны — 30 апреля 1941 года оккупанты сформировали марионеточное правительство генерала Георгиса Цолакоглу, который 23 апреля подписал акт капитуляции греческой армии.

### Террор и голод
Оккупация привела к страшным последствиям для греческого гражданского населения. Более 30000 гражданских лиц погибли в Афинах от голода, десятки тысяч вследствие репрессий со стороны нацистов и коллаборационистов; экономика страны была также разрушена.

### Геноцид евреев
12 898 греческих евреев сражались на стороне греческой армии. Одним из самых известных представителей еврейской общины был подполковник Мордехай Фризис, успешно оказывавший сопротивление итальянскому вторжению. 86 % евреев, особенно в областях, оккупированных Германией и Болгарией, было убито, несмотря на усилия Элладской православной церкви и многих греков укрыть их. Несмотря на то, что большое количество евреев на оккупированной территории было депортировано, многие нашли укрытие у своих соседей.
11 июля 1942 года евреям г. Салоники было приказано приготовиться к депортации в немецкие концентрационные лагеря. Местная община заплатила взнос за освобождение размером 2,5 миллиона драхм, однако депортация была отложена лишь до следующего марта. 46 091 еврей был отправлен в Освенцим. 1950 из них вернулось и нашло большинство синагог и школ разрушенными. Множество выживших эмигрировало в Израиль и США.
В начале июня 1944 года во время бомбардировок союзниками острова Корфу, проводимых в качестве ложного манёвра, целью которого было отвлечь немецкое командование от высадки в Нормандии, Гестапо собрало еврейскую общину острова для временного заключения в форте Палайо-Фрорио и их высылки 10 июня в Освенцим. Однако примерно двумстам человекам из 1900 (всё еврейское население о-ва Корфу) удалось спастись бегством. Многие из местного населения предоставили свой кров для убежища этим выжившим евреям.
275 евреям острова Закинф также удалось пережить гонения. Население острова укрыло каждого еврея.

## Сопротивление и освобождение Греции
В сентябре 1941 года Коммунистическая партия Греции вместе с другими левыми движениями создали Национально-освободительный фронт (ЭАМ), а затем — Народно-освободительную армию Греции (ЭЛАС). Партизаны, бывшие сторонниками королевского эмигрантского правительства, объединились в Национально-республиканскую лигу (ЭДЕС). В мае 1944 года было подписано Ливанское соглашение между эмигрантским правительством, ЕАМ, ЭЛАС и компартией о совместной борьбе за освобождение Греции и о создании после освобождения коалиционного правительства, в котором коммунисты должны были получить 25% мест. Однако сформированное в марте 1944 года ЕАМ-ЭЛАС временное правительство — Политический комитет народного освобождения (ПЕЕА) во главе с Эврипидисом Бакиртзисом не признало эмигрантское греческое правительство Георгиоса Папандреу, находившееся в Каире. После попытки военных руководителей ЭЛАС в Египте заставить короля и эмигрантское правительство признать ПЕЕА британцы жестоко подавили выступление греческих военных в Египте.
К октябрю 1944 года силы ЭЛАС контролировали 30 % территории Греции. Немецкая армия, под угрозой перекрытия путей её отступления советской армией, вступившей на территорию Болгарии, уже в сентябре 1944 года начала эвакуацию из Греции. 2 октября 1944 года оккупанты ушли из Афин, а последний германский солдат покинул Грецию 30 октября. 14 октября 1944 года в ходе британской операции «Манна» в Греции высадились первые британские парашютисты, а 18 октября в Афины прибыло эмигрантское правительство Георгиоса Папандреу. 
В ноябре 1944 года коммунисты, получившие четыре министерских портфеля в правительстве Г. Папандреу, отказались выполнить приказ командующего британскими оккупационными войсками генерала Р. Скоби о разоружении отрядов ЭЛАС и 4 декабря начались бои отрядов ЭЛАС с британскими и правительственными войсками. ЭАМ-ЭЛАС в них потерпел поражение, что привело к его разоружению по Варкизскому соглашению 12 февраля 1945 года, которое ознаменовало конец ЭЛАС.

## Экономика
В результате оккупации греческая экономика лежала в руинах, был нанесён значительный ущерб внешнеторговым отношениям и сельскому хозяйству страны — двум важнейшим компонентам греческой экономической системы. Требования немецкой стороны выплатить значительные «издержки на оккупацию» вызвали гиперинфляцию: средний показатель инфляции в годы оккупации был равен 8,55⋅109 %/месяц (удвоение цен каждые 28 часов). Наивысший показатель инфляции за всю историю Греции был достигнут в 1944 году — если в 1943 г. самым высоким ценовым достоинством обладала купюра в 25 000 драхм, то уже в 1944 г. — 100 млрд драхм. Одним из последствий гиперинфляции стал всеобщий голод, начавшийся зимой 1942 г. и длившийся до 1944 г. Расслоение денежных накоплений, вызванное гиперинфляцией и чёрными рынками, значительно затруднили послевоенное экономическое развитие.
По модели, предложенной в октябре 1944 г. управляющим центрального банка Греции К. Золотасом, по достижении греческой экономикой пятой части довоенного уровня накопленная денежная масса в первую очередь должна быть израсходована на выплату гос. долга и стабилизацию инфляции. Однако даже достижение значения денежного оборота в 20 % от довоенного уровня было недостижимой задачей. Национальный доход был минимальным даже с учётом того, что основная часть населения находилась на уровне прожиточного минимума. Единственной доступной формой торговли был обмен по бартеру.
Основываясь на анализе сложившейся обстановки, Золотас избрал экономическую политику, начальным условием которой был отказ от валютной системы. Это означало, что сначала должна была быть создана организационная производственная инфраструктура, затем налажено само производство, и денежное обращение должно быть простимулировано с применением количественной теории денег и учётом скорости обращения денег.
Золотас также предложил план, по которому правительство может избежать инфляции — полная поддержка национальной валюты греческим эмигрантским Казначейством или посредством иностранного кредитования наравне со введением свободной конвертируемости национальной валюты. План Золотаса также включал стимулирование на государственном уровне импорта товаров и сырьевых материалов в целях субсидирования внутреннего рынка.
Наиболее известный в то время представитель движения за государственное вмешательство в экономику К. Варваресос, занявший пост К. Золотаса 2 февраля 1945 года, был сторонником «формулы 1/5». Его позиция заключалась в урезании количества торговых операций примерно на 50 %. Принимая во внимание повышение мировых цен на 50 %, он проиндексировал отношение курса драхмы к фунту. Исходя из его расчётов, это отношение должно быть увеличено в несколько раз. Учитывая психологические факторы и ухудшение условий жизни вплоть до момента вывода немецких войск, Варваресос объявил оборот в 1/5 от довоенного уровня как стабильный анти-инфляционный базис для восстановления экономики в послевоенный период.
Осенью 1944 г. ЭАМ назначило Золотоса на пост соуправляющего центробанком Греции наравне с Варваресом; последний отказался признать это, подав в отставку, но она не была принята. 
11 ноября была выпущена новая драхма достоинством 1/600£, прежние драхмы были обращены в новые в отношении 50 млрд к 1. Центральный банк внедрил политику реализации золотых соверенов в целях подкрепить общественное признание новой валюты. Однако принятие этой политики было необратимым явлением. Политическая нестабильность привела к выходу КПГ из ЭАМ и способствовала стремительному росту цен. В июне 1945 года отношение уже достигло 1/2000. 
В период с мая по октябрь 1945 года Варваресос был призван на пост премьер-министра. Его план заключался в создании в первую очередь сильного правительства, а не восстановления экономики. План предполагал немедленную гуманитарную помощь ООН, выражавшуюся в продуктах и сырьевых материалах, налогообложение военных приобретений и базовое обеспечение населения через администрацию правительства. Однако в сентябре 1945 г. этот план, по сути единственный предложенный, был отвергнут из-за недостатка поддержки как со стороны правых, так и левых. Конечным результатом явилась стабилизация национальной валюты спустя только 7 лет.

## Отражение в современной культуре и традициях

### День Охи
Отмечаемый в Греции, на Кипре и греческими общинами по всему миру 28 октября каждого года, День Охи (греч. Επέτειος του «'Οχι») чествует отказ Иоанниса Метаксаса от принятия ультиматума, предъявленного Муссолини 28 октября 1940 года.

### В художественной литературе
На русский переведены романы:
- Джеймс Олдридж. «Дело чести»
- Алистер Маклин. «Пушки Наварона», «10 баллов от Наварона»
- Луи де Берньер. «Мандолина капитана Корелли»